# Малаві
Респу́бліка Мала́ві (до 1964 Нья́саленд) — країна на південному сході Африки, яка межує на півночі та північному сході з Танзанією, на сході, півдні та заході з Мозамбіком, на заході із Замбією.
Площа становить 118 тис. км²; столиця — місто Лілонгве, що також є найбільшим містом Малаві; 2-ге за величиною — Блантайр, 3-тє — Мзузу, а 4-те — стара столиця Зомба. Назва Малаві походить від Мараві, старої назви людей Нянжа, які населяють цей район. Країна також прозвана «Теплим серцем Африки».
Близько X століття територію Малаві заселили мігруючі народи банту. У 1891 році територію колонізували британці й створили протекторат Великої Британії Ньясаленд, який залишався під їхнім управлінням до 1964 року, коли була проголошено незалежність. Малаві входить до Британської співдружності.
Після отримання незалежності вона стала тоталітарною однопартійною державою під головуванням Гастінгса Банди, який залишався президентом до 1994 року, коли він програв вибори. Нинішня Малаві — демократична республіка з багатопартійним парламентом. Зовнішня політика Малави передбачає позитивні дипломатичні відносини з більшістю країн та участь у низці міжнародних організацій, включно з Організацією Об'єднаних Націй, Південноафриканське співтовариство розвитку (САДК) та Африканським Союзом (АС).
Малаві є однією з найменш розвинених країн світу. Економіка країни побудована на сільському господарстві, населення здебільшого складають селяни. Малавійський уряд багато в чому залежить від зовнішньої допомоги для розвитку освіти, охорони здоров'я, захисту навколишнього середовища та подолання проблем безробіття й перенаселення.

## Історія

### Давні часи
Нижня щелепа гомініна HCRP-U18-501 (=UR 501) з Ураха на півночі Малаві віком 2,3—2,5 млн р. до н. е. може бути тісно пов'язана з австралопітеками, ніж із Homo.
Фрагмент правого нижнього моляра HCRP-MR-1106 з дна озера Чівондо (Chiwondo) у Мвенірондо (Mwenirondo) на півночі Малаві датується віком 2,52—2,33 млн р. до н. е. (ширше датування — 2,7—1,8 млн р. до н. е.).
У Малаві виявлено останки гомінідів та кам'яні знаряддя віком від мільйона років.
Перші люди сучасного типу жили на околицях озера Малаві близько 50—60 тис. років тому.
У зразка I19529 з Хору 1 (близько 16 тис. р. до н. е.) визначили мітохондріальну гаплогрупу L5b, пов'язану зі Східною Африкою, і Y-хромосомну гаплогрупу B2b, зразка I19528 з Хору 1 (16 424-14 мітохондріальну гаплогрупу L0d3/L0d3b та Y-хромосомну гаплогрупу B2b1a2.
У зразка I2967 з Хору 1 (близько 8,2 тис. р. до н. е.) визначили мітохондріальну гаплогрупу L0a2/L0a2b, характерну для сучасних центральноафриканських фуражиров (як-от мбуті та ака).
Людські рештки, датовані близько 8000 років до н. е., за антропологічними характеристиками близькі сучасному населенню Африканського Рогу.
У зразка I11019 з Фінгіри (6179—2341 років до теперішнього часу) визначили мітохондріальну гаплогрупу L0d1 та Y-хромосомну гаплогрупу B2.
Останки з іншого місця, датовані близько 1500 до н. е., подібні до сучасних бушменів племен акафула або батва. Очевидно, носії саме цієї культури створили наскельні зображення на південь від Лілонгве у печерах Ченчерері та Мфунзі. Пізніше на територію Малаві мігрують скотарі-банту.
У зразка I4426 із Фінгіри (близько 2,3 тис. р. до н. е.) визначили мітохондріальну гаплогрупу L0f/L0f3, пов'язану зі Східною Африкою.
Також на території Малаві виявлено археологічні пам'ятки 250—1100 років. н. е., що класифікуються як культури Капені, Нкопе, Лонгве.

### Імперія Малаві
Населення імперії Малаві вміло обробляти залізо. Назва Малаві означає «промені світла» і могло бути пов'язане з яскравим світлом від безлічі ковальських печей, що працювали вночі. Династію заснував народ Амараві наприкінці XV століття. Амараві, нині відомі як чева (слово, яке могло спочатку означати «чужинець»), мігрували в Малаві з території сучасної Республіки Конго, рятуючись від воєн та хвороб. Чева напали на народ акафула, який жив невеликими сімейними кланами і не мав спільної армії. Використовуючи організовану систему руйнувань, яка пізніше використовувалася у полюванні на хижих тваринах, чева знищили народ акафула.
Згодом охопивши більшу частину сучасної території Малаві, а також частини сучасних Мозамбіку та Замбії, імперія Малаві починалася з території на південно-західних берегах озера Малаві. Правителем імперії в період її експансії був Калонга (або Каронга), який правив зі своєї столиці в Манхамбі .

#### Контакт з португальцями
До торгівлі з європейцями економіка імперії Малаві, де правили народність чева, значною мірою залежала від землеробства, де переважало виробництво проса та сорго. На той час її територія досягала узбережжя сучасного Мозамбіку.
Португальці досягли цієї території через порт Тете у XVI столітті і склали перші письмові звіти про Малаві. Саме вони привезли сюди з Південної Америки кукурудзу, яка невдовзі витіснила сорго в раціоні мешканців країни.
Через прибережні території народність чева отримувала від португальців та арабів слонову кістку та залізо в обмін на рабів, які вирушали на португальські плантації у Мозамбіку чи Бразилії. Торгівлі сприяв той чинник, що мова народності чева була поширена у всій імперії.

#### Занепад імперії Малаві
Імперія почала занепадати на початку XVIII століття, коли війни між дрібними воєначальниками і зростаюча работоргівля послабили центральну владу імперії.

### Протекторат Великої Британії
Дослідник Девід Лівінгстон прибув до озера Малаві (Ньяса) в 1859 році і визнав землі на південь від озера як територію, придатну для європейського поселення. У результаті візиту Лівінгстона в 1860-х і 1870-х роках в районі було кілька англіканських та пресвітеріанських місій, а в 1878 році створено African Lakes Company Limited, що налагодила британську торгівлю в регіоні. Португальський уряд також був зацікавлений в цьому районі, тому, щоб запобігти португальській окупації, британський уряд послав Гаррі Джонстона як англійського консула у 1883 році з інструкціями щодо укладення договорів з місцевими правителями, перш ніж це зроблять португальці.
У 1889 році британський протекторат було проголошено над Ширським нагір'ям, який було розширено в 1891 році, включивши в себе усю сучасну Малаві як частину Британської Центральної Африки.

### Незалежність
Незалежність Малаві було проголошено 6 липня 1964 року. Главою держави став Гастінгс Банда. Офіційно було проголошено курс неприєднання, але реально Банда став орієнтуватися на Велику Британію, Західну Німеччину, США. Малаві була єдиною країною на Африканському континенті, яка офіційно мала дипломатичні відносини з ПАР часів апартеїду. Політика Банди викликала невдоволення багатьох політиків Малаві, у тому числі його соратників. У відповідь Банда обрушив на них репресії. У жовтні 1964 року були прийняті поправки до конституції, які наділяли Банду надзвичайними повноваженнями в забезпеченні безпеки країни. У лютому 1965 року спалахнуло збройне повстання, а в жовтні 1967 року сталася спроба державного перевороту. У травні 1966 року парламент оголосив Банду довічним президентом. У наступні роки було створено систему судів, які могли виносити смертні вироки. Банда став диктатором. Опозиція жорстоко придушувалася, було встановлено культ особи Банди. На початку 1980-х років на світовому ринку впали ціни на чай і тютюн, що спровокувало економічну кризу в країні. Позиції режиму Банди були ослаблені. На початку 1990-х почалися кровопролитні зіткнення в Блантайрі і Лілонгве. Розпочалося формування опозиційних партій. 17 травня 1994 року були проведені багатопартійні вибори, на яких переміг Бакілі Мулузі, кандидат «Об'єднаного демократичного фронту». Гастінгс Банда помер 25 листопада 1997 року в Йоганнесбургу у віці 99 (за іншими даними — 92 або 101) років і був похований на батьківщині. 20 травня 2004 року президентом став Бінгу ва Мутаріка.

## Географія

### Розташування
Малаві знаходиться в південно-східній Африці, межує на півночі з Танзанією, на сході, півдні та заході з Мозамбіком, на заході із Замбією. Загальна площа країни 118 484 км² (площа суші — 94 080 км²) а загальна протяжність кордону — 2881 км. Північно-східний кордон країни утворює озеро Малаві (Ньяса). Крім Малаві, до озера мають вихід Мозамбік і Танзанія, але, якщо кордон між Малаві та Мозамбіком проходить по медианній лінії озера, як це заведено у світовій практиці, то межа між Малаві та Танзанії була встановлена за угодою між Британською та Німецькою імперіями в 1890 році. і проходить по березі Танзанії, позбавляючи її виходу до озера, що досі залишається предметом територіальних суперечок.

### Рельєф
Найбільшим рельєфним утворенням Малаві є Велика Рифтова долина, що проходить через північну та центральну частини країни, межі якої формують гори, що займають значну частину території Малаві. Найвища точка країни — масив Муланьє (3002 м).

### Клімат
Клімат Малаві переважно тропічний. Сезон дощів триває з листопада по квітень, з травня по жовтень на більшій частині країни кількість опадів невелика. Найспекотніший період року: з вересня по квітень, при середньому денному максимумі — від 27 до 29 °C, в сезон дощів максимальна температура не перевищує 23 °C.

### Водойми
Водойми становлять близько 20 % території Малаві. Північно-східну частину країни займає озеро Малаві (Ньяса), що є третім найбільшим озером Африки та має близько 587 кілометрів в довжину і шириною 84 кілометри. Поверхня озера Малаві розташована на висоті 457 метрів над рівнем моря, з максимальною глибиною 701 метр.

### Флора та фауна

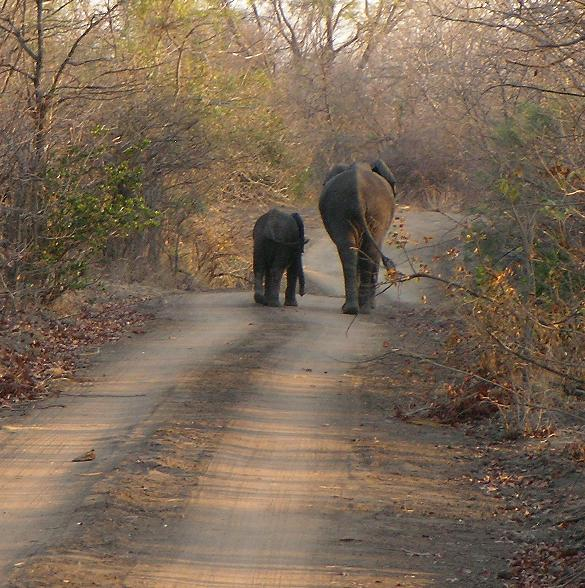
Слони в Національному парку Лівонде

На флору та фауну сильно впливає географія регіону. Малаві — це країна, що не має виходу до моря, а через усю країну проходить Велика Рифтова долина, довжиною 860 км і шириною від 90 до 200 км. Західна частина країни лежить в екорегіоні Південного Міомбо, що характеризується високими деревами з нижнім рівнем кущів та трав. Рослинність більшості районів нижнього та середнього рівня Малаві є формою листяних лісів, відомих як замбезійські та мопанові. Більша частина лісів на півдні країни було знищено для збільшення кількості орних земель, однак, ліси досі займають більшу частину площі на середніх і великих висотах в центрі та на півночі Малаві.
У країні зареєстровано 187 видів ссавців, 648 видів птахів, а в озерах та річках знайдено близько 500 видів риб, більшість з яких є ендемічними. Більшу частину фауни складають антилопи (імпала, канна, чала, куду) та дрібні хижаки: шакали, африканські дикі коти, каракали та сервали. Слони, леви, африканські буйволи, бегемоти та носороги, присутні в країні, але їх кількість є низькою.

## Економіка

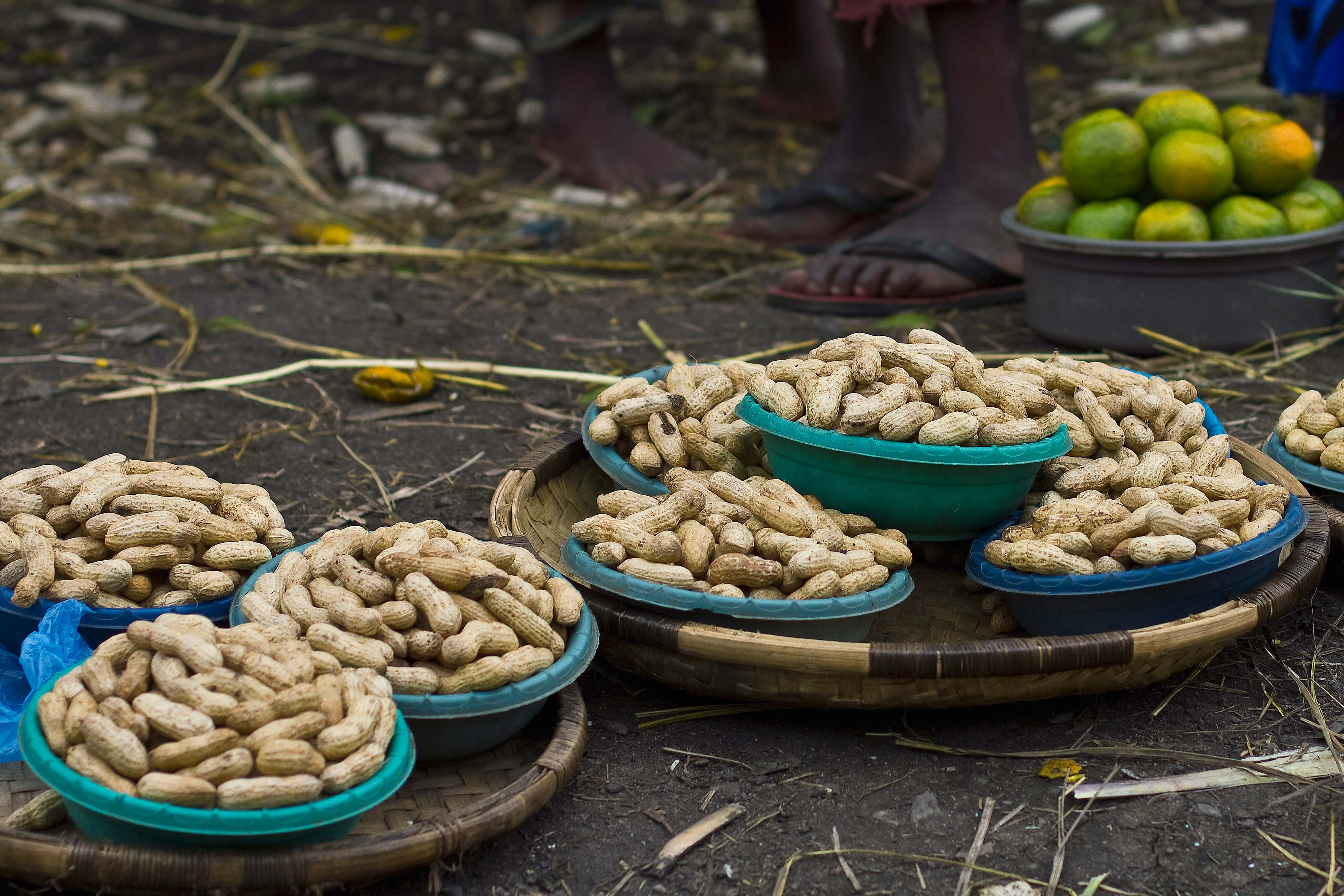
Селяни продають арахіс на місцевому ринку. Малаві, 2010 рік

Малаві є однією з найменш розвинених країн світу. Економіка базується на сільському господарстві, і воно становить близько третини ВВП та 90 % експортних доходів. Економіка країни тривалий час залежала від допомоги Міжнародного валютного фонду та Світового Банку. Але у грудні 2000 року МВФ припинив виплати допомоги через корупційні проблеми, і багато хто з інвесторів підтримав це, що призвело до скорочення бюджету майже на 80 %.

## Управління та політика

### Адміністративний поділ

Малаві поділена на 28 районів, що утворюють 3 адміністративні регіони: Північний, Центральний та Південний.
| Центральний регіон - 1 – Дедза - 2 – Дова - 3 – Касунгу - 4 – Лілонгве - 5 – Мчинджі - 6 – Нхотахота - 7 – Нтчеу - 8 – Нчтісі - 9 – Саліма | Північний регіон - 10 – Читіпа - 11 – Каронга - 12 – Лікома - 13 – Мзімба - 14 – Нхата Бей - 15 – Румфі | Південний регіон - 16 – Балака - 17 – Блантайр - 18 – Чихвава - 19 – Чирадзулу - 20 – Мачинга - 21 – Мангочі - 22 – Муланьє - 23 – Мванза - 24 – Нсаньє - 25 – Тхуоло - 26 – Фаломбе - 27 – Зомба - 28 – Нено |

### Зовнішня політика
Малаві проводить політику неприєднання. При режимі Хастингса Банди підтримувала зв'язки з ПАР, Ізраїлем. Попередній президент Хастингс Банда проводив прозахідну зовнішню політику до 2008 року і розвинув добрі відносини з багатьма державами Заходу. Залишається територіальна суперечка з Танзанією. У 1980-ті роки Малаві розміщувала на своїй території антиурядову мозамбіцьку організацію «Мозамбіцькій національний опір».

#### Дипломатичні відносини з Україною
Справами України в Малаві відає Українське посольство в Кенії.